# Argyreia marlipoensis
Argyreia marlipoensis är en vindeväxtart som beskrevs av Cheng Yih Wu och S. H. Huang. Argyreia marlipoensis ingår i släktet Argyreia och familjen vindeväxter. Inga underarter finns listade i Catalogue of Life.